# Arturo Coello
Arturo Coello Manso (Mojados, Valladolid, 8 de març de 2002), conegut com Arturo Coello, és un jugador professional de pàdel espanyol, que en l'actualitat ocupa la 1a posició en el rànquing World Padel Tour. La seva parella esportiva actual és Agustín Tapia, junts formen la millor parella de pàdel del món.

## Carrera esportiva
Arturo Coello va començar al rànquing World Padel Tour el 2017 amb Alberto Rea, però no va ser fins al 2019 quan va començar a créixer al rànquing. El 2019 va jugar amb Pincho Fernández, Fran Ramírez i Guga Vázquez.
En 2020 va jugar amb Iván Ramírez, mentre que el 2021 va començar la temporada amb Miguel Lamperti. El juliol de 2021 es van separar com a parella, convertint-se Javi Ruiz en el seu nou company.
Amb Javi Ruiz va arribar a la semifinal al Màlaga Open, després de derrotar els número 1 del món, Juan Lebrón i Alejandro Galán. El setembre, Coello es va veure obligat a jugar amb Alejandro Arroyo al Barcelona Master i al Lugo Open, per lesió de Javi Ruiz, aconseguint unes sorprenents semifinals a la ciutat gallega. Un cop finalitzats tots dos tornejos es va confirmar la separació com a parella de Javi Ruiz i Coello, convertint-se Fernando Belasteguín en el seu nou company.
En novembre de 2021, va ser convocat amb la selecció espanyola per a la disputa del Campionat Mundial de Pàdel de 2021, en el qual Espanya va sortir campiona. Coello va poder disputar el partit de la final, en què amb Alejandro Galán van aconseguir la victòria.
Després de competir el 2022 amb Fernando Belasteguín i realitzar un gran any esportiu, aconseguint en total quatre títols, va començar un nou camí el 2023 amb l'argentí Agustín Tapia. Gràcies a un començament d'any demolidor amb resultats històrics, el jugador espanyol va aconseguir convertir-se en parella número u del món. Després de la seva victòria al Vigo Open, derrotant a Juan Lebrón i Alejandro Galán, fins aleshores números 1. Dos tornejos després, i després d'alçar el títol també al Vienna Open, Arturo Coello va passar a liderar en solitari el rànquing general de World Padel Tour amb 21 anys, 2 mesos i 21 dies, convertint-se en el jugador més jove en la història a assolir el número 1.

## Títols

### World Padel Tour
| N.º | Any  | Torneig          | Parella              | Oponents en la final               | Resultat              |
| --- | ---- | ---------------- | -------------------- | ---------------------------------- | --------------------- |
| 1   | 2022 | Miami            | Fernando Belasteguín | Lucas Campagnolo · Javier Garrido  | 6-3 / 7-6             |
| 2   | 2022 | Madrid           | Fernando Belasteguín | Momo González · Álex Ruiz          | 6-4 / 6-2             |
| 3   | 2022 | Ámsterdam        | Fernando Belasteguín | Franco Stupaczuk · Pablo Lima      | 6-2 / 7-5             |
| 4   | 2023 | Abu Dhabi Master | Agustín Tapia        | Juan Lebrón · Alejandro Galán      | 7-6(5) / 6-3          |
| 5   | 2023 | La Rioja Open    | Agustín Tapia        | Tino Libaak · Leo Augsburger       | 6-1 / 6-0             |
| 6   | 2023 | Chile Open       | Agustín Tapia        | Juan Lebrón · Alejandro Galán      | 6-4 / 6-7 / 7-5       |
| 7   | 2023 | Paraguay Open    | Agustín Tapia        | Martín Di Nenno · Franco Stupaczuk | 6-2 / 6-1             |
| 8   | 2023 | Granada Open     | Agustín Tapia        | Martín Di Nenno · Franco Stupaczuk | 6-4 / 7-5             |
| 9   | 2023 | Bruselas Open    | Agustín Tapia        | Martín Di Nenno · Franco Stupaczuk | 7-6() / 3-6 / 6-3     |
| 10  | 2023 | Vigo Open        | Agustín Tapia        | Juan Lebrón · Alejandro Galán      | 6-3 / 6-7(4) / 7-6(5) |
| 11  | 2023 | Vienna Open      | Agustín Tapia        | Martín Di Nenno · Franco Stupaczuk | 6-3 / 6-3             |
| 12  | 2023 | Marbella Master  | Agustín Tapia        | Sanyo Gutiérrez · Momo González    | 6-3 / 6-2             |
| 13  | 2023 | Málaga Open      | Agustín Tapia        | Alex Ruiz Juan Tello               | 7-5 / 7-6(3)          |

### Premier Padel
| N. º | Any  | Torneig      | Parella              | Oponents a la final                  | Resultat        |
| ---- | ---- | ------------ | -------------------- | ------------------------------------ | --------------- |
| 1    | 2022 | Monterrey P1 | Fernando Belasteguín | Sanyo Gutiérrez · Agustí Tàpia       | 6-3 / 3-6 / 6-3 |
| 2    | 2023 | Itàlia Major | Agustín Tapia        | Federico Chingotto · Paquito Navarro | 7-5 / 7-6(2)    |
| 3    | 2023 | Madrid P1    | Agustín Tapia        | Federico Chingotto · Paquito Navarro | 7-5 / 6-2       |
| 4    | 2023 | Mendoza P1   | Agustín Tapia        | Martín Di Nenno Franco Stupaczuk     | 6-2 / 7-6(6)    |
| 5    | 2023 | Paris Major  | Agustín Tapia        | Federico Chingotto Paquito Navarro   | 7-6(2) / 6-1    |

### Campionat Mundial
| N.º | Any  | Oponents a la final | Resultat |
| --- | ---- | ------------------- | -------- |
| 1   | 2021 | Argentina           | 2-0      |